# 分子雲
分子雲（英語： 或 ）是星際雲的一種，主要是由氣體和固態微塵所組成。其規模沒有一定的範圍，直徑最大可超過100光年，總質量可達太陽的 106 倍。
氫分子（H2）是分子雲中最普遍的組成物質之一。根據估計，每 1cm3 的分子雲內大約有 104 個氫分子；而在物質較密集的區域（如分子雲的核心），1cm3 內的氫分子則約有 105 個。除了氫以外，分子雲內亦有不少經由核融合合成出的元素。這些元素是多數恆星的主要組成物質，因此分子雲同時也是恆星——甚至是行星系的誕生場所，如太陽系就是其一。
氫分子很難被直接偵測到。通常是利用一氧化碳（CO）偵測氫分子。一氧化碳輻射的光度與分子氫質量的比例幾乎是常數。不過在對其他星系的觀測中有理由懷疑這樣的假設。

## 出現場所
在銀河系中，分子氣體在星際物質中佔不到百分之一的體積，但它依然是在太陽環繞銀河中心公轉軌道以內最密集，並且佔有大約一半質量的氣體。這些分子氣體大多在距離銀河中心3.5至7.5千秒差距的環形區域中（太陽距離中心大約是8.5千秒差距）。對本星系的大尺度一氧化碳成圖表明，這種氣體出現的位置和本星系的旋臂相關。這些分子氣體主要出現在旋臂上，表明分子雲形成和消散的時間應該少於一千萬年，因為這是物質穿越旋臂所要花費的時間。
在垂直方向上，分子氣體位於厚度大約在50–75秒差距的狹窄的銀河盤面中層，比同屬於ISM的溫暖的原子雲（Z=130-400pc）和熱的氣體（Z=1000pc）薄許多。在氣體的空間分布中，电离氢区的分布是一個例外。电离氢区是在分子雲中被年輕的大質量恆星強烈輻射激發所形成的熱離子氣泡，在垂直方向上分布的厚度與分子氣體相近。
分子氣體的在大尺度上的分布是平滑的，但小尺度上的分布極不規則，大多集中于孤立的分子雲和分子雲複合體之中。

## 分子雲的類型

### 巨分子雲
巨分子雲（GMCs）是大量分子氣體的集合體，質量介於104–106倍太陽質量。雲氣的直徑可以達到數十個秒差距，密度則在每立方公分102–103個粒子（在太陽附近是平均每立方公分一個粒子）。在這些雲氣內的次結構有複雜的形式，包括絲狀體、片狀、氣泡和不規則的團塊等。

密度最高的絲狀體和團塊部分稱為“分子雲核”，而密度最高的分子雲核，就稱為“稠密分子雲核”，密度可以高達每立方公分104–106個粒子。在觀測上，可以用一氧化碳搜尋分子雲核，用氨搜尋稠密分子雲核。集中在分子雲核的塵埃會阻挡背景的星光，造成星际消光的效果形成暗星雲。

我們“本地”的巨分子雲通常在其所在天區的星座範圍內佔有明顯的位置，因此經常會用星座命名，例如獵戶座分子雲（OMC）或是金牛座分子雲（TMC）。這些分子雲圍繞著太陽成為一個環形的陣列，稱為古爾德帶。在銀河系內質量最大的分子雲是人馬座B2，在距離銀河中心120秒差距處形成一道環。人馬座的區域含有豐富的化學元素，是天文學家在星際空間中尋找新分子的良好標本。

### 小分子雲
孤立的、引力束縛的，質量在數百個太陽質量以下的小分子雲稱為包克球。在這種小分子雲中密度最高的區域與在巨分子雲的分子雲核等價，因此常出現在同樣研究之中。

### 高銀緯彌散分子雲
在1984年，紅外線天文衛星（IRAS）証認了一種新型的彌散分子雲。
這些彌散成絲狀的雲在高銀緯的地區（離開銀河盤面的空間）可觀測到，雲氣中每立方公分大約有30顆粒子。

## 過程

### 恆星形成
據我們所知，在目前的宇宙中，新誕生的恆星完全都是在分子雲中被製造出來的，這是它們在適當的低溫和高壓下的自然結果，因為導致塌縮的引力可以超出抗拒塌縮的內部壓強。觀測證據也表明，巨大的、正在形成恒星的雲在很大程度上是被它們自身的引力束縛的（如同恒星、行星和星系），而不是由外部壓力束縛（像地球大气层中的雲彩那樣）。這證據源于從一氧化碳（CO）譜線寬度推測出的湍流速度與轨道速率成比例（维里定理）。

### 物理性質
分子雲的物理性質很難理解並且仍有爭議，它們的內部運動由寒冷和磁化氣體的湍流所控制。大質量分子雲湍流的運動遠超過音速，但是可與磁場擾動的速度相比。這種狀態被認為會迅速失去能量，不是會整體塌縮就是具有穩定的能量回输。同時，在分子雲大部分的質量形成恆星之前，牠們也會被一些過程瓦解──最可能是大質量恆星的作用。
分子雲，特別是巨分子雲通常也是天文物理邁射（astronomical masers）的來源。

## 外部連結

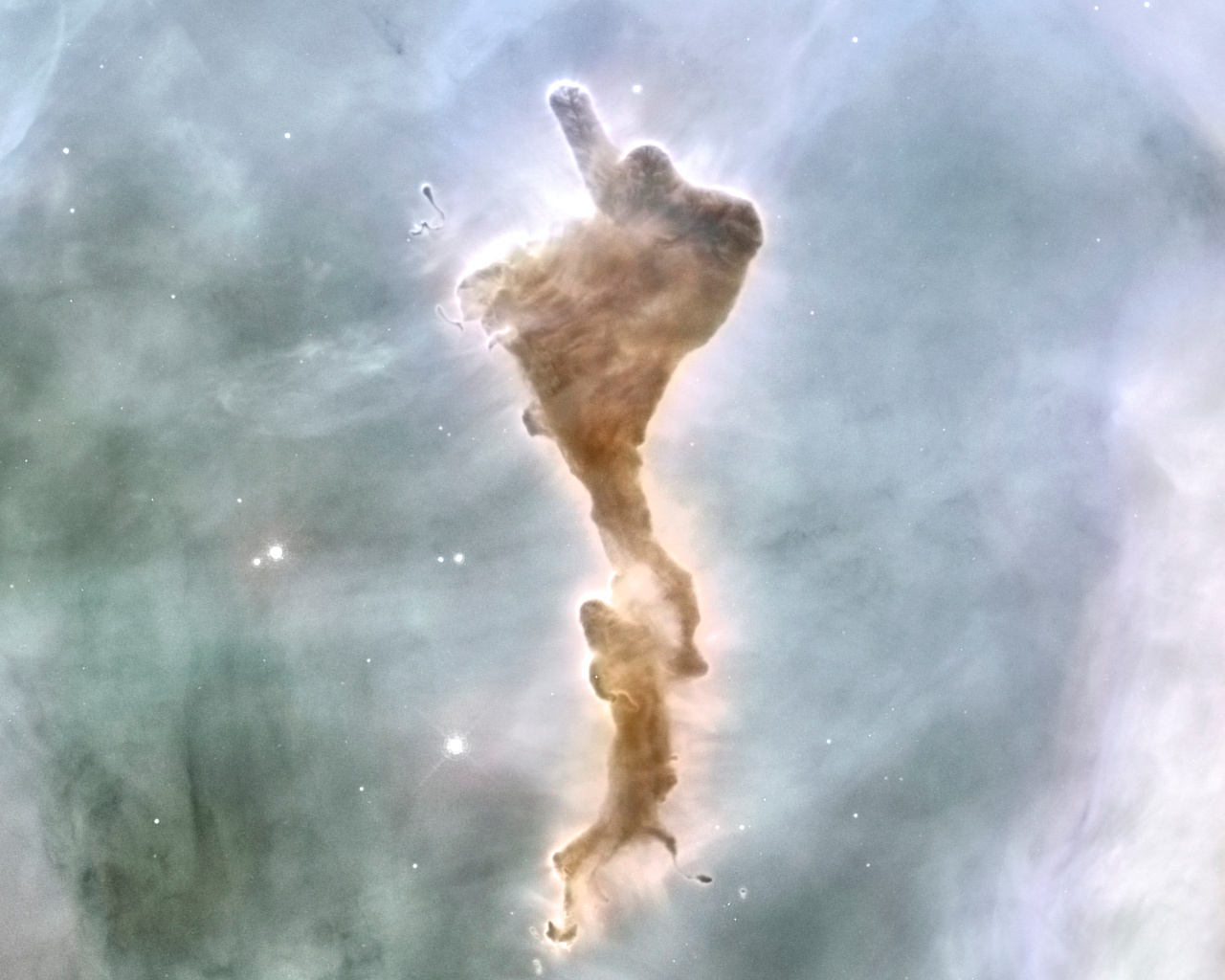
圖中這團被戲稱為「中指星雲」的包克球是分子雲的典型例子，來自明亮恆星的光將在數百萬年內驅散這團氣體和塵粒組成的分子雲。這些雲氣是從船底座星雲分離出來的，在近處可以看見新形成的恆星，其影像因為藍光被彌漫在四周的塵埃強烈地散射而紅化。「中指星雲」的寬度約為2光年，離地球約8000光年。此影像由軌道上的哈勃空间望远镜拍攝，於2007年正式收錄。

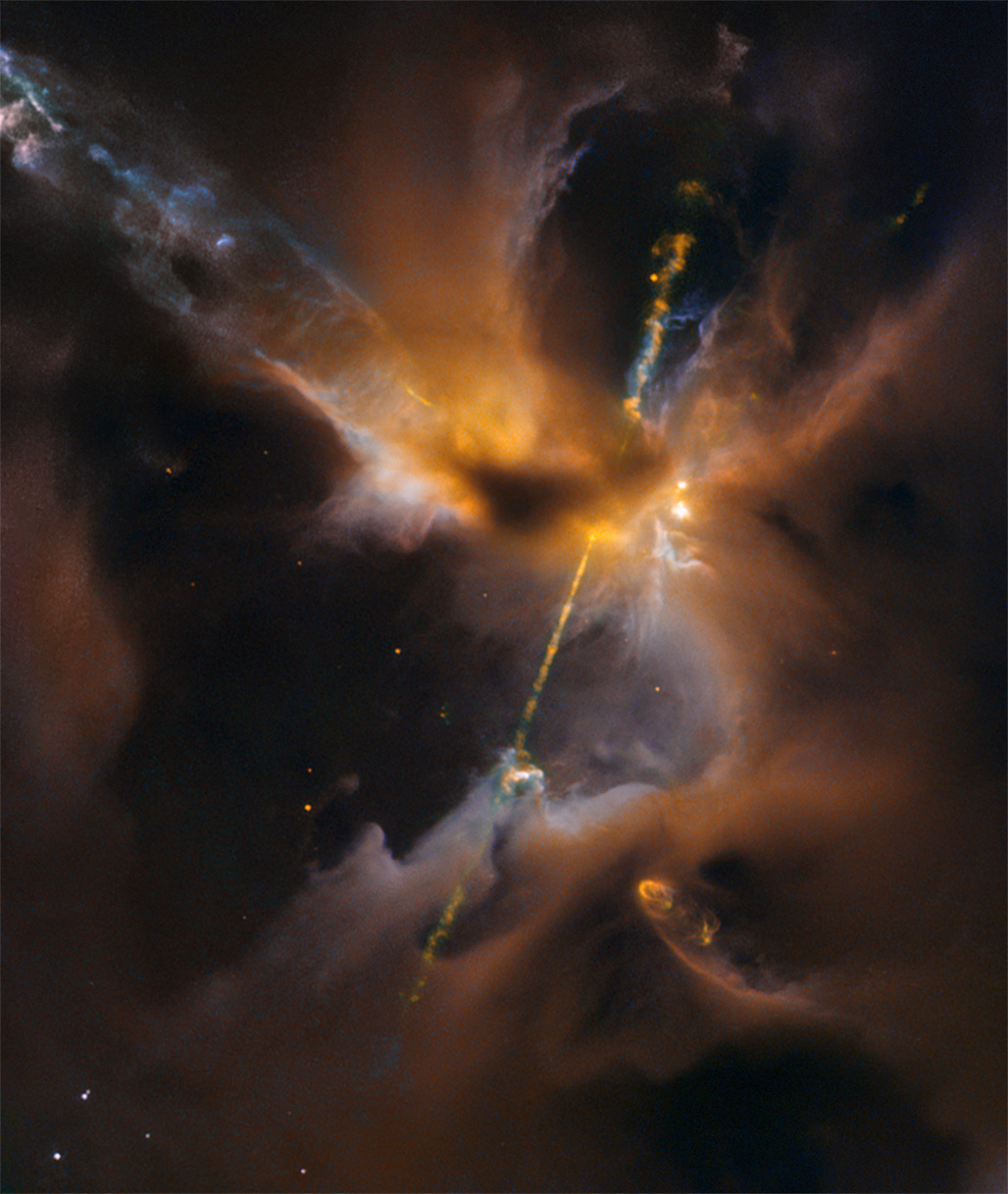
分子雲是大部分恆星誕生的場所，圖中一顆原恆星從 HH 24（全名為赫比格-哈羅24號天體）分子雲後方噴出被暱稱為「巨型宇宙光劍」的強大噴流，在原恆星吸入的物質減少前，其內部會持續升溫。HH 24位於約1350光年遠的獵戶座B分子雲複合區（Orion B Molecular Cloud Complex）內，該區是著名的恆星誕生區，至今仍有不少形成中的恆星。影像涵蓋HH 24周圍達半光年寬的區域，同樣也是由哈伯望遠鏡於2015年攝得。

- 《大英百科全书》中的条目：Molecular cloud（英文）